# Wolfgang Holzer (Politiker)
Wolfgang Holzer, auch Holczer, ursprünglich Schüsselspüler (* um 1420, spätestens 1424 in Stein an der Donau oder Preßburg oder in bzw. bei Wien; † 15. April 1463 in Wien) war ein österreichischer Viehhändler, Kaufmann und Ratsherr der Stadt Wien. Seine Zeit als Wiener Bürgermeister in den Wirren des 15. Jahrhunderts gilt in der Wiener Stadtgeschichte als Höhepunkt der politischen Selbständigkeit Wiens.

## Herkunft
Wolfgang Holzer war der Sohn des aus Kilb (heute: Bezirk Melk, Niederösterreich) stammenden Stefan Schüsselspüler (gestorben vor 1434) und seiner Frau Kathrei (Katharina). Seine Eltern erwarben 1425 in der späteren Alservorstadt (auf der Alser Straße) vor dem Schottentor der Stadt Wien ein Haus. Nach dem Tod seines Vaters heiratete seine Mutter um 1434 den Bäcker Hans Holzer. Mutter und Stiefvater gelang es, weitere Häuser und Weingärten im Raum der Wiener Vorstädte zu erwerben, aber nicht in der Stadt selbst.
Als Kaufmann und Viehhändler brachte es Holzer, der den Namen seines Stiefvaters annahm, zu bedeutendem Wohlstand. 1442 ist er erstmals als Darlehensgeber nachgewiesen, 1443 erwarb er die Hälfte eines Hauses am alten Fleischmarkt und fasste so in Wien Fuß. Unter geschickter Ausnutzung verwandtschaftlicher Beziehungen und Handelsaktivitäten gelang es ihm, binnen weniger Jahre in die Kreise der bürgerlichen Oberschicht Wiens aufzusteigen. Zwischen 1443 und 1456 ist er als Besitzer von drei verschiedenen Häusern auf dem Fleischmarkt nachgewiesen. Später bewohnte er mit einer Unterbrechung von 1456 bis 1458 ein Haus auf dem Stock-im-Eisen-Platz.
Holzer war in erster Ehe mit Barbara (gestorben vor 1445), einer Tochter oder Verwandten von Erhart Griesser verheiratet. Nach dessen Tod am 24. August 1445 kaufte er dessen Hausgenossenschaft und wurde so Teilhaber am bürgerlichen Konsortium für die Münzprägung und den Handel mit Edelmetallen. Bald danach heiratete er in zweiter Ehe Margret (geboren 1430; gestorben zwischen 1482 und 1486). Sie war eine Tochter von Lukas Neunburger aus Stein an der Donau und die Stieftochter des erfolgreichen Kaufmanns Kristan Wissinger, der aus dem Raum von Kempten im Allgäu stammte. Beide Ehen Holzers blieben kinderlos. In den 1450er Jahren war Holzer Vormund von Jakob Kraucker (geboren um 1442/1444), dem Sohn des Ratsbürgers Philipp Kraucker, der nach Holzers Tod dessen Witwe heiratete.
Holzers Wappen zeigt im Schild zwei aufeinander stehende Holzscheite, der Helm ist mit zwei Hörnern dargestellt.

## Politische Karriere
Anfang der 1450er Jahre entfaltete Holzer erste Aktivitäten in der Stadtpolitik von Wien, wobei er sich als Anhänger des Ulrich von Eyczing profilierte. Er wirkte 1452 als Mitglied des Mailberger Bundes an der „Befreiung“ von Ladislaus Postumus aus der Vormundschaft Friedrichs III. mit und wurde für dieses Engagement mit der Funktion des Münzmeisters der Stadt Wien belohnt, die er von 1452 bis 1456 ausübte, gleichzeitig war er von 1453 bis 1455 Ratsherr.
Bei den Interessenkonflikten zwischen Ulrich von Eyczing und Graf Ulrich II. von Cilli, den Beratern von König Ladislaus, unterstützte er den Eyczinger und gehörte zu jenen Kreisen, die noch 1453 die Entlassung des Grafen von Cilli durchsetzten. Dabei soll er auch vor dessen persönlicher Diffamierung nicht zurückgeschreckt sein. Nach dem Sturz des Eyczingers, bei dem der Graf 1456 seine frühere Stellung zurückerlangte, wurde Holzer monatelang eingekerkert und auf das Schwerste gefoltert. Ihm drohte der Tod durch Enthauptung, zuletzt wurde er aus Wien verbannt und fand aufgrund langjähriger geschäftlicher Kontakte und verwandtschaftlicher Beziehungen Zuflucht in Preßburg.
Nachdem Graf Ulrich am 9. November 1456 in Belgrad von Ladislaus Hunyadi und seinen Anhängern getötet worden war, kehrte Holzer nach Wien zurück, wo er ab 31. Oktober 1457 bis 1460 wieder als Ratsherr nachgewiesen ist, außerdem war 1460 und 1462 wieder Münzmeister. Dass Holzer nicht gleich nach der Ermordung des Grafen Ulrich nach Wien zurückkehrte, führt Opll darauf zurück, dass der Rat zu dieser Zeit mit politischen Gegnern von ihm besetzt war und er die Rückkehr nach Wien daher erst wagte, als es zu einer „Neuwahl“ gekommen war, bei der mit Jakob Starch einer seiner Leidensgenossen aus der Zeit nach dem Sturz des Eyczingers Bürgermeister von Wien wurde.

## Bürgermeister von Wien
Bei den Auseinandersetzungen um die Herrschaft über das Herzogtum Österreich „unter Enns“ nach dem Tod von König Ladislaus Postumus agitierte er auf Seite von Erzherzog Albrecht VI. Nachdem es diesem nicht gelungen war, die Stadt Wien, die er im August 1461 vorübergehend belagerte, einzunehmen, wurde im Sommer 1462 der kaisertreue Rat (der von seinen Gegner als „die Heckler“ geschmäht wurde) des Bürgermeisters Christian Prenner durch einen Aufstand unter Holzers Führung gestürzt und gefangen genommen. Daraufhin wurde Holzer am 12. August 1462 zum Bürgermeister von Wien gewählt. Nachdem der Kaiser Ende August 1462 nach Wien gekommen war, erkannte er diese Wahl nicht an und ließ am 7. September in der Burg Sebastian Ziegelhauser zum neuen Bürgermeister und Rat wählen. Der Rat leistete jedoch Widerstand und wählte Holzer am 19. September nochmals zum Bürgermeister. Am 23. September leistete dieser dem Kaiser den Eid, der nun Holzers Machtübernahme anerkannte. Mit der Bedrohung des Wiener Umlandes durch plündernde Söldnergruppen spitzte sich die Situation zwischen dem Kaiser, dem Bürgermeister und dem Rat endgültig zu. Am 6. Oktober wurde dem Kaiser vom Rat die Fehde angesagt, als Folge kam es zu der Belagerung in der Wiener Hofburg. Die Verhaftung von Anhängern des Kaisers und Beschlagnahmung von deren Häusern soll Holzer zu seiner persönlichen Bereicherung ausgenützt haben. Nachdem sich die Stadt Wien und Erzherzog Albrecht VI. offiziell verbündeten, kam es nach dem Eingreifen des böhmischen Königs Georg am 4. Dezember 1462 zur Aufhebung der Belagerung, nachdem ein Vertrag zwischen dem Kaiser und seinem Bruder geschlossen worden war. Albrecht übernahm daraufhin offiziell die Herrschaft über Österreich unter der Enns am 26. Dezember 1462, und Friedrich zog sich in seine Residenz in Wiener Neustadt zurück, von wo aus er allerdings weitere Maßnahmen gegen die Stadt Wien und seinen Bruder durchzuführen versuchte. Holzer und sein Rat wurden für 1463 erneut bestätigt.
Im Vertrag war auch der Austausch bzw. die Freilassung der Gefangenen beschlossen worden und die Rückgabe des dem Kaiser und seinen Anhängern entfremdeten Guts. Gerade diese Bestimmung war für Holzer und seine Verbündeten unangenehm, da dadurch ihre Unterstützung, die sie in den breiteren Volksschichten in Wien hatten, zu bröckeln begann. Holzer hatte vergebens versucht, den Vertragsabschluss durch Verzögerungstaktik zu verhindern.

## Tod
Die Geschehnisse, die letztlich zu Holzers Hinrichtung führten, wirken recht undurchsichtig. Es scheint, dass Holzer bereits im Dezember 1462, nach dem offiziellen Abschluss des Vertrags, Verbindung mit dem kaiserlichen Lager aufgenommen hatte oder es von dieser Seite zu einer Kontaktaufnahme gekommen war. In den nächsten Monaten dürfte sich die Situation zugespitzt haben, worauf Holzer im April 1463 eine kaisertreue Truppe in die Stadt einließ. Ob es sich dabei tatsächlich um einen Putsch zugunsten Friedrichs III. handelte oder Holzer durch diese Machtdemonstration nur Druck auf den Erzherzog ausüben wollte, ist nicht geklärt, jedenfalls ging seine Unternehmung völlig schief. Holzer verließ Wien, kehrte aber einige Tage später heimlich zurück, wurde in der Nähe von Wien erkannt und gefangen genommen und erneut gefoltert. Auf Anordnung Albrechts VI. wurde über ihn die Todesstrafe durch Vierteilung verhängt, die am 15. April 1463 vollstreckt wurde. Sein Kopf und seine Hand wurden danach auf einer eisernen Stange am äußeren Tor bei St. Niklas vor dem Stubentor aufgepflanzt. Sechs mit Holzer verbündete und gleichfalls zum Tode verurteilte Exponenten des Bürgertums wurden enthauptet. Während sie gnadenweise die Hinrichtung mit dem Schwert von Albrecht erbaten und diese auch zugestanden bekamen, hielt der Erzherzog bei Holzer an der ursprünglich für alle vorgesehenen Hinrichtungsart fest.

## Wolfgang Holzer in zeitgenössischen Quellen
In den zeitgenössischen Quellen kommt Wolfgang Holzer relativ schlecht weg, so zum Beispiel bei Johannes Hinderbach oder Michael Beheim, der in Michael Beheim's Buch von den Wienern 1462-1465 über die Belagerung in der Hofburg berichtet, die er als Gefolgsmann des Kaisers selbst miterlebt hat, und dabei auch interessante Details zu Holzer anführt, wie dass dieser Atheist gewesen wäre. Zu berücksichtigen ist allerdings, dass die meisten Informationen zu Holzer von Personen übermittelt wurden, die als seine Gegner einzustufen sind.

## Beurteilung
Wolfgang Holzer, der oft als „Volkstribun“ gesehen wird, gilt als eine der schillerndsten Persönlichkeiten des spätmittelalterlichen Wiens. Der Verlauf seiner Karriere zeugt einerseits von großem Ehrgeiz, andererseits auch von Zielstrebigkeit und Härte. Dass er selbst unter mehrmaliger Folter nicht zu gestehen bereit war, lässt auf gute Nerven und eine enorme Willensstärke schließen. Bei seinen politischen Aktivitäten wirkt er recht kompromisslos, scheint aber stets seinen persönlichen Vorteil im Auge behalten zu haben, was der Grund für seine politische Unzulässigkeit sein könnte, die ihm nachgesagt wurde. Zumindest seine Parteinahme für Erzherzog Albrecht VI. zwischen 1458 und 1462 dürfte eher den politischen Gegebenheiten geschuldet sein als einer tatsächlichen Anhängerschaft. Sein Vorgehen gegen politische Gegner zeigt, dass er ziemlich rachsüchtig und wohl auch habgierig gewesen sein muss. Mag sein, dass ihn seine persönlichen Erfahrungen nach dem Sturz Ulrichs von Eyczing und auch spätere Niederlagen wie der zeitweilige Verlust des Münzmeisteramtes hier stark geprägt haben. Im Umgang mit höher gestellten Personen, so z. B. bei Verhandlungen, soll er sehr selbstbewusst aufgetreten sein, ihm werden ungewöhnliche grobe Umgangsformen nachgesagt. Zweifellos besaß er eine enorme rhetorische Begabung, mit der er unterschiedliche Bevölkerungsschichten für sich bzw. seine Sache gewinnen konnte.

### Berichte, 15. Jahrhundert
- Michael Behaim (Autor), Theodor Georg von Karajan (Hrsg.): Michael Beheim's Buch von den Wienern 1462–1465, P. Rohrmann, Wien 1843 (Online-1 und Online-2 in der Google-Buchsuche), weitere Auflage 1867 (Online-1 und Online-2 in der Google-Buchsuche).
- Michael Behaim (Autor), Theodor Georg von Karajan (Hrsg.): Michael Beheim's Buch von den Wienern 1462–1465, Carl Hölzl, Wien (Online in der Google-Buchsuche-USA).

### Belletristik
- Benedikte Naubert: Ulrich[!] Holzer, Roman, 1792.
- Eduard Breier: Das Buch von den Wienern. Historischer Roman, E. F. Steinacker, Leipzig 1846 (Roman nach Michael Beheim).